# Hasselbach (Aller)
Der Hasselbach ist ein rund zwölf Kilometer langer Zufluss der Aller in der niedersächsischen Stadt Wolfsburg. Das Hasselbachtal im Stadtforst Wolfsburg ist nach ihm benannt.

## Verlauf

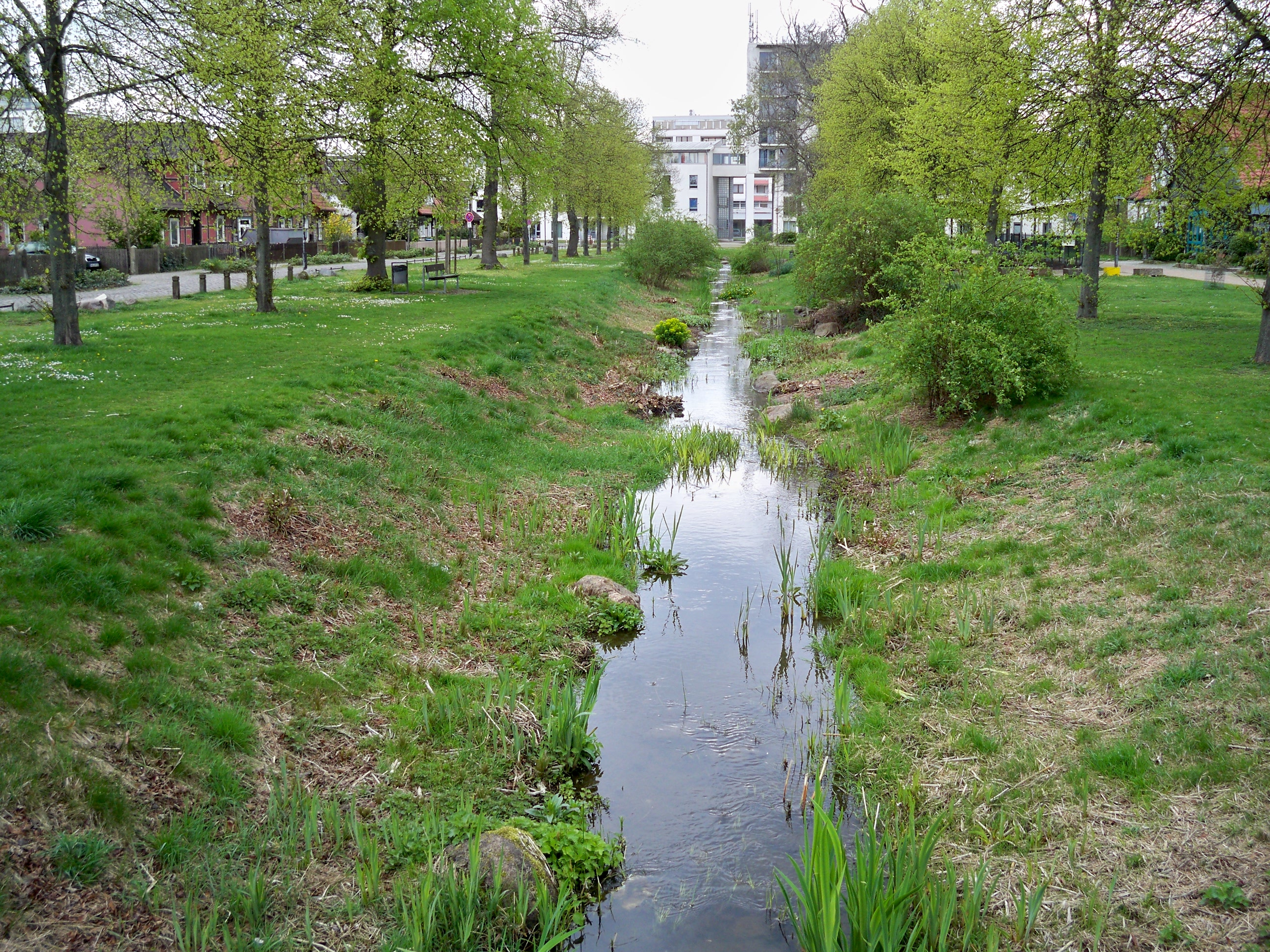
Der kanalisierte Unterlauf in Heßlingen

Der Hasselbach entsteht südlich von Barnstorf und Nordsteimke im Barnstorfer Wald aus dem Zusammenfluss mehrerer Waldbäche und folgt den waldfreien Niederungen zwischen Hehlingen im Nordosten und Barnstorf. Dort wendet er sich nach Nord-Nordwest und strebt weitgehend natürlich mäandrierend dem Großen Schillerteich zu. Auf Höhe der K 111 in Barnstorf fließt der Barnsbach in den Hasselbach. Zudem mündet im Hasselbach der Ochsenpfühlbach im Stadtforst Wolfsburg. Etwa 300 Meter vor seiner Mündung im Großen Schillerteich und seiner Unterführung durch den Berliner Ring (K92) mündet der Nordsteimkerbach in den Hasselbach. Der Hasselbach fließt kanalisiert durch Heßlingen, ist im weiteren Verlauf verrohrt und unterquert den Mittellandkanal in einem Düker, bevor er in die Aller mündet.

## Gewässerqualität
Für die Überwachung der Gewässerqualität ist das  NLWKN zuständig, das den Bach unter der Wasserkörpernummer 14034 führt. Mit Stand November 2012 wird der chemische Gesamtzustand als „gut“, das ökologische Potenzial als „mäßig“ (entsprechend Note 3) bewertet. Zwar ist der Bachverlauf zwischen Barnstorf und dem Schillerteich relativ naturbelassen, jedoch schlagen die Fischzucht und vor allem die im Wolfsburger Innenstadtbereich stark denaturierte Gewässerstruktur negativ zu Buche.

## Nutzung
Der Hasselbach bzw. das Hasselbachtal gehört zwischen Barnstorf und der Wolfsburger Kernstadt zum EU-Vogelschutzgebiet „Laubwälder zwischen Braunschweig und Wolfsburg“ (DE3630-401) und ist beidseitig des Hasselbachs in die landesweite Biotopkartierung aufgenommen worden (Gebiete 3530048 und 49). Es wird als Naherholungsgebiet genutzt. Es ist zum Wandern oder Laufen bzw. bei Schnee auch zum Langlaufen geeignet. Zudem findet jedes Jahr der „Lange Lauf im Hasselbachtal“ statt, bei dem 22,1 km und 733 Höhenmeter zu bewältigen sind. Seit 2014 legt die Volkswagen AG im Hasselbachtal zwischen Nordsteimke und Steimker Berg als Ausgleichsmaßnahme ein Biotop an.